# Singularity University
Singularity University est une société américaine, étant à la fois une université, un groupe de réflexion et un centre d'incubation d'entreprises,. Située dans la Silicon Valley (Californie), elle se vise à « éduquer, inspirer et responsabiliser » afin de développer des « technologies exponentielles pour répondre aux grands défis de l'humanité ». Elle est fondée en 2008 par Peter Diamandis, Ray Kurzweil et Salim Ismail dans le parc de recherche de la NASA.
Singularity University comprend un programme de formation d'été de 10 semaines, ainsi qu'un centre d'innovation avec des séries de conférences, des classes et un laboratoire d'incubation de start-ups tout comme un réseau d'anciens élèves.
L'université gère un site d'information scientifique appelé Futurism.com.

## Sources
- (en) Cet article est partiellement ou en totalité issu de l’article de Wikipédia en anglais intitulé « Singularity University » (voir la liste des auteurs).

## Compléments